# Macromolecular Rapid Communications
Macromolecular Rapid Communications ist eine zweiwöchentlich erscheinende Peer-Review-Fachzeitschrift. Sie beschäftigt sich in Form von Kommunikationen, Feature Artikeln und Reviews mit Polymerwissenschaften. Dabei wird das Spektrum von der Chemie und der Physik von Polymeren bis hin zu ihrer Anwendung in Materialwissenschaft und Biologie abgedeckt.

## Geschichte
Die Zeitschrift wurde 1979 als Ergänzung zur ersten Zeitschrift im Feld der Polymerwissenschaften, dem Journal für Makromolekulare Chemie, als Forum für die schnelle Veröffentlichung von neuen Entwicklungen in dem Fachgebiet ins Leben gerufen. Der Impact Faktor der Zeitschrift lag laut dem Web of Science 2019 bei 4,886. Damit belegte die Zeitschrift in der Kategorie der Polymerwissenschaften den zehnten von 89 Rängen.